# E3 Prijs Vlaanderen 2009
L'E3 Prijs Vlaanderen 2009, cinquantaduesima edizione della corsa, valido come evento del circuito UCI Europe Tour 2009, fu disputato il 28 marzo 2009 per un percorso di 208  km. Fu vinto dall'italiano Filippo Pozzato, al traguardo in 5h11'49" alla media di 40,024  km/h.
Furono 92 i ciclisti in totale che portarono a termine il percorso.

## Ordine d'arrivo (Top 10)
| Pos. | Corridore           | Squadra    | Tempo    |
| ---- | ------------------- | ---------- | -------- |
| 1    | Filippo Pozzato     | Katusha    | 5h11'49" |
| 2    | Tom Boonen          | Quick Step | s.t.     |
| 3    | Maksim Iglinskij    | Astana     | s.t.     |
| 4    | Thor Hushovd        | Cervélo    | a 45"    |
| 5    | Sylvain Chavanel    | Quick Step | s.t.     |
| 6    | Stijn Devolder      | Quick Step | s.t.     |
| 7    | Nick Nuyens         | Rabobank   | s.t.     |
| 8    | George Hincapie     | Columbia   | s.t.     |
| 9    | Sebastian Langeveld | Rabobank   | s.t.     |
| 10   | Marcus Burghardt    | Columbia   | a 1'02"  |